# Gissjön, Dalarna
Gissjön är en sjö i Malung-Sälens kommun i Dalarna och ingår i Dalälvens huvudavrinningsområde. Sjön har en area på 0,0981 kvadratkilometer och ligger 549,3 meter över havet. Sjön avvattnas av vattendraget Tandövallen. Vid provfiske har abborre och öring fångats i sjön.

## Delavrinningsområde
Gissjön ingår i det delavrinningsområde (675117-136557) som SMHI kallar för Mynnar i Västerdalälvens vattendragsyta. Medelhöjden är 508 meter över havet och ytan är 19,1 kvadratkilometer. Det finns inga avrinningsområden uppströms utan avrinningsområdet är högsta punkten. Tandövallen som avvattnar avrinningsområdet har biflödesordning 3, vilket innebär att vattnet flödar genom totalt 3 vattendrag innan det når havet efter 409 kilometer. Avrinningsområdet består mestadels av skog (75 procent) och sankmarker (18 procent). Avrinningsområdet har 0,09 kvadratkilometer vattenytor vilket ger det en sjöprocent på 0,4 procent.